# Kingdom Hearts 4
Kingdom Hearts IV (キングダム ハーツIV, Kingudamu Hātsu Fō) est un jeu vidéo d'action-RPG développé et édité par Square Enix.
Le jeu est le treizième épisode de la série Kingdom Hearts.

## Développement
Le 10 avril 2022, à l'occasion des vingt ans de la franchise, Square Enix dévoile une première bande-annonce du jeu. 
Le jeu sera développé sous le moteur de jeu Unreal Engine 5.